# Lijst van rectoren van de Katholieke Universiteit Leuven
De volgende personen waren als rector verbonden aan de Katholieke Universiteit Leuven, als rector magnificus tot en met Mgr. Descamps, vanaf Piet De Somer gewoon als rector.

## 1834–heden
| Ambtsperiode | Naam                          | Afbeelding |
| ------------ | ----------------------------- | ---------- |
| 1834–1865    | Pierre François Xavier de Ram |            |
| 1865–1872    | Nicolas-Joseph Laforêt        |            |
| 1872–1881    | Alexandre Namèche             |            |
| 1881–1887    | Constant Pieraerts            |            |
| 1887–1898    | Jan-Baptist Abbeloos          |            |
| 1898–1909    | Adolphe Hebbelynck            |            |
| 1909–1940    | Paulin Ladeuze                |            |
| 1940–1962    | Honoré Van Waeyenbergh        |            |
| 1962–1968    | Albert Descamps               |            |
| 1968–1985    | Pieter De Somer               |            |
| 1985–1995    | Roger Dillemans               |            |
| 1995–2005    | André Oosterlinck             |            |
| 2005–2009    | Marc Vervenne                 |            |
| 2009–2013    | Mark Waer                     |            |
| 2013–2017    | Rik Torfs                     |            |
| 2017–2025    | Luc Sels                      |            |
| 2025–2029    | Severine Vermeire             |            |